# Lagoptera juno
Thyas juno là một loài bướm đêm trong họ Erebidae.

## Hình ảnh

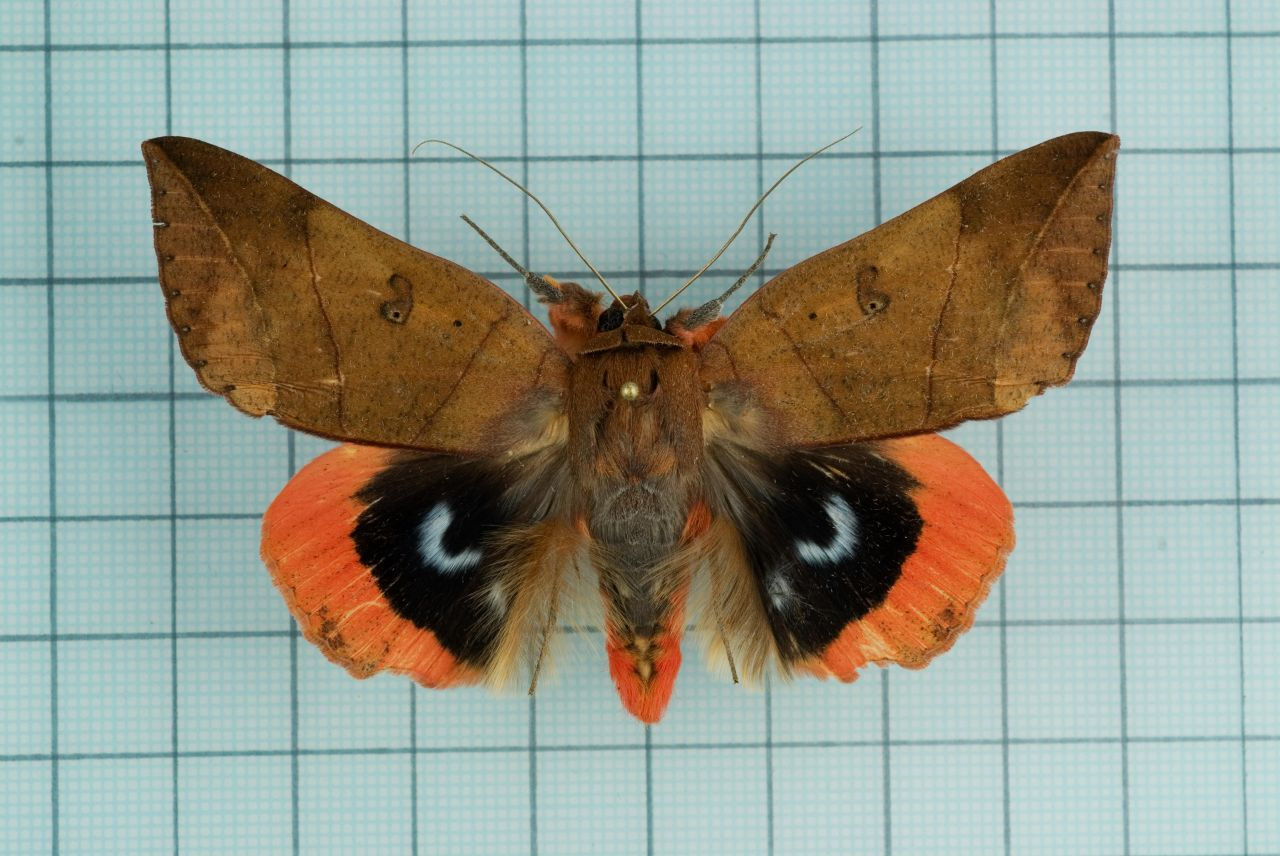